# Playoffs NBA 1960
Los Playoffs de la NBA de 1960 fueron el torneo final de la temporada 1959-60 de la NBA. Concluyó con la victoria de Boston Celtics, campeón de la División Este, sobre St. Louis Hawks, campeón de la División Oeste, por 4–3.
Era el segundo año consecutivo en el que los de Boston conseguían el título, y sumaban así el tercero en sus vitrinas. Los Celtics consumaban así su venganza después de perder ante los Hawks los dos campeonatos anteriores. Las Finales de 1960 serían las terceras que enfrentasen a Celtics y Hawks en los últimos cuatro años.

## Tabla
|  | Semifinales de División | Semifinales de División | Semifinales de División |   |  | Finales de División | Finales de División | Finales de División |  |  | Finales de la NBA | Finales de la NBA | Finales de la NBA |
|  |                         |                         |                         |   |  |                     |                     |                     |  |  |                   |                   |                   |
|  | E3                      | Syracuse                | 1                       |   |  | E1                  | Boston*             | 4                   |  |  |                   |                   |                   |
|  | E3                      | Syracuse                | 1                       |   |  | E1                  | Boston*             | 4                   |  |  |                   |                   |                   |
|  | E2                      | Philadelphia            | 2                       |   |  | E2                  | Philadelphia        | 2                   |  |  |                   |                   |                   |
|  | E2                      | Philadelphia            | 2                       |   |  | E2                  | Philadelphia        | 2                   |  |  |                   |                   |                   |
|  |                         |                         |                         |   |  | División Este       |                     |                     |  |  |                   |                   |                   |
|  |                         |                         |                         |   |  |                     |                     |                     |  |  |                   |                   |                   |
|  |                         |                         |                         |   |  |                     |                     |                     |  |  | E1                | Boston*           | 4                 |
|  |                         |                         |                         |   |  |                     |                     |                     |  |  | E1                | Boston*           | 4                 |
|  |                         | W1                      | St. Louis*              | 3 |  |                     |                     |                     |  |  |                   |                   |                   |
|  |                         |                         |                         |   |  |                     |                     |                     |  |  |                   |                   |                   |
|  |                         |                         |                         |   |  |                     |                     |                     |  |  |                   |                   |                   |
|  |                         |                         |                         |   |  |                     |                     |                     |  |  |                   |                   |                   |
|  | W3                      | Minneapolis             | 2                       |   |  | W1                  | St. Louis*          | 4                   |  |  |                   |                   |                   |
|  | W3                      | Minneapolis             | 2                       |   |  | W1                  | St. Louis*          | 4                   |  |  |                   |                   |                   |
|  | W2                      | Detroit                 | 0                       |   |  | W3                  | Minneapolis         | 3                   |  |  |                   |                   |                   |
|  | W2                      | Detroit                 | 0                       |   |  | W3                  | Minneapolis         | 3                   |  |  |                   |                   |                   |
|  |                         |                         |                         |   |  | División Oeste      |                     |                     |  |  |                   |                   |                   |
|  |                         |                         |                         |   |  |                     |                     |                     |  |  |                   |                   |                   |

## Semifinales de División

### Semifinales División Este

#### (2) Philadelphia Warriors vs. (3) Syracuse Nationals
| 11 de marzo                         | Syracuse Nationals                                            | 92–115               | Philadelphia Warriors                                      |                                                              |  |  |
|                                     | Parciales: 26–33, 20–22, 28–28, 18–32                         |                      |                                                            |                                                              |  |  |
|                                     | Estadísticas Dick Barnett 19 Barney Cable 13 Larry Costello 4 | Reporte Pts Reb Asts | Estadísticas Paul Arizin 40 Wilt Chamberlain 27 Tom Gola 7 | Pabellón: Philadelphia Civic Center, Filadelfia, Pensilvania |  |  |
| Philadelphia lidera las series, 1–0 |                                                               |                      |                                                            |                                                              |  |  |
|                                     |                                                               |                      |                                                            |                                                              |  |  |

| 13 de marzo           | Philadelphia Warriors                                         | 119–125              | Syracuse Nationals                                              |                                                       |  |  |
|                       | Parciales: 24–23, 28–33, 33–32, 34–37                         |                      |                                                                 |                                                       |  |  |
|                       | Estadísticas Paul Arizin 29 Wilt Chamberlain 18 Guy Rodgers 6 | Reporte Pts Reb Asts | Estadísticas Dolph Schayes 40 Dolph Schayes 22 Larry Costello 9 | Pabellón: Onondaga War Memorial, Syracuse, Nueva York |  |  |
| Series empatadas, 1–1 |                                                               |                      |                                                                 |                                                       |  |  |
|                       |                                                               |                      |                                                                 |                                                       |  |  |

| 14 de marzo                       | Syracuse Nationals                                              | 112–132              | Philadelphia Warriors                                    |                                                              |  |  |
|                                   | Parciales: 28–31, 26–38, 28–34, 30–29                           |                      |                                                          |                                                              |  |  |
|                                   | Estadísticas Dolph Schayes 31 Dolph Schayes 14 Larry Costello 7 | Reporte Pts Reb Asts | Estadísticas Wilt Chamberlain 53 Tom Gola 23 Tom Gola 11 | Pabellón: Philadelphia Civic Center, Filadelfia, Pensilvania |  |  |
| Philadelphia gana las series, 2–1 |                                                                 |                      |                                                          |                                                              |  |  |
|                                   |                                                                 |                      |                                                          |                                                              |  |  |

- Último partido en la NBA de George Yardley.

Éste fue el séptimo enfrentamiento en playoffs entre ambos equipos, con los 76ers/Nationals ganando cuatro de los seis primeros.
| 1950 | Philadelphia Warriors | 0–2 | Syracuse Nationals |                                            |
|      |                       |     |                    |                                            |
|      |                       |     |                    | Pabellón: 1950 Eastern Division Semifinals |

| 1951 | Philadelphia Warriors | 0–2 | Syracuse Nationals |                                            |
|      |                       |     |                    |                                            |
|      |                       |     |                    | Pabellón: 1951 Eastern Division Semifinals |

| 1952 | Philadelphia Warriors | 1–2 | Syracuse Nationals |                                            |
|      |                       |     |                    |                                            |
|      |                       |     |                    | Pabellón: 1952 Eastern Division Semifinals |

| 1956 | Philadelphia Warriors | 3–2 | Syracuse Nationals |                                        |
|      |                       |     |                    |                                        |
|      |                       |     |                    | Pabellón: 1956 Eastern Division Finals |

| 1957 | Philadelphia Warriors | 0–2 | Syracuse Nationals |                                            |
|      |                       |     |                    |                                            |
|      |                       |     |                    | Pabellón: 1957 Eastern Division Semifinals |

| 1958 | Philadelphia Warriors | 2–1 | Syracuse Nationals |                                            |
|      |                       |     |                    |                                            |
|      |                       |     |                    | Pabellón: 1958 Eastern Division Semifinals |

### Semifinales División Oeste

#### (2) Detroit Pistons vs. (3) Minneapolis Lakers
| 12 de marzo                        | Minneapolis Lakers                    | 113–112     | Detroit Pistons               |                                                                    |  |  |
|                                    | Parciales: 25–26, 32–25, 23–38, 33–23 |             |                               |                                                                    |  |  |
|                                    | Estadísticas Elgin Baylor 40          | Reporte Pts | Estadísticas Bailey Howell 29 | Pabellón: Grosse Pointe High School, Grosse Pointe Farms, Míchigan |  |  |
| Minneapolis lidera las series, 1–0 |                                       |             |                               |                                                                    |  |  |
|                                    |                                       |             |                               |                                                                    |  |  |

| 13 de marzo                      | Detroit Pistons                       | 99–114      | Minneapolis Lakers          |                                                     |  |  |
|                                  | Parciales: 25–22, 28–34, 21–35, 25–23 |             |                             |                                                     |  |  |
|                                  | Estadísticas Gene Shue 27             | Reporte Pts | Estadísticas Frank Selvy 30 | Pabellón: Minneapolis Armory, Mineápolis, Minnesota |  |  |
| Minneapolis gana las series, 2–0 |                                       |             |                             |                                                     |  |  |
|                                  |                                       |             |                             |                                                     |  |  |

- Último partido en la NBA de Dick McGuire.

Éste fue el séptimo enfrentamiento en playoffs entre ambos equipos, con los Lakers ganando cinco de los seis primeros.
| 1950 | Fort Wayne Pistons | 0–2 | Minneapolis Lakers |                                        |
|      |                    |     |                    |                                        |
|      |                    |     |                    | Pabellón: 1950 Central Division Finals |

| 1953 | Fort Wayne Pistons | 2–3 | Minneapolis Lakers |                                        |
|      |                    |     |                    |                                        |
|      |                    |     |                    | Pabellón: 1953 Western Division Finals |

| 1954 | Fort Wayne Pistons | 0–2 | Minneapolis Lakers |                                                        |
|      |                    |     |                    |                                                        |
|      |                    |     |                    | Pabellón: 1954 Western Division Round Robin Semifinals |

| 1955 | Fort Wayne Pistons | 3–1 | Minneapolis Lakers |                                        |
|      |                    |     |                    |                                        |
|      |                    |     |                    | Pabellón: 1955 Western Division Finals |

| 1957 | Fort Wayne Pistons | 0–2 | Minneapolis Lakers |                                            |
|      |                    |     |                    |                                            |
|      |                    |     |                    | Pabellón: 1957 Western Division Semifinals |

| 1959 | Detroit Pistons | 1–2 | Minneapolis Lakers |                                            |
|      |                 |     |                    |                                            |
|      |                 |     |                    | Pabellón: 1959 Western Division Semifinals |

## Finales de División

### Finales División Este

#### (1) Boston Celtics vs. (2) Philadelphia Warriors
| 16 de marzo                   | Philadelphia Warriors                                              | 105–111              | Boston Celtics                                            |                                                |  |  |
|                               | Parciales: 24–37, 29–27, 28–25, 24–22                              |                      |                                                           |                                                |  |  |
|                               | Estadísticas Wilt Chamberlain 42 Wilt Chamberlain 29 Paul Arizin 5 | Reporte Pts Reb Asts | Estadísticas Bill Sharman 25 Bill Russell 30 Bob Cousy 13 | Pabellón: Boston Garden, Boston, Massachusetts |  |  |
| Boston lidera las series, 1–0 |                                                                    |                      |                                                           |                                                |  |  |
|                               |                                                                    |                      |                                                           |                                                |  |  |

| 18 de marzo           | Boston Celtics                                           | 110–115              | Philadelphia Warriors                                         |                                                              |  |  |
|                       | Parciales: 27–31, 26–32, 32–27, 25–25                    |                      |                                                               |                                                              |  |  |
|                       | Estadísticas Tom Heinsohn 26 Bill Russell 20 Bob Cousy 6 | Reporte Pts Reb Asts | Estadísticas Paul Arizin 30 Wilt Chamberlain 28 Guy Rodgers 9 | Pabellón: Philadelphia Civic Center, Filadelfia, Pensilvania |  |  |
| Series empatadas, 1–1 |                                                          |                      |                                                               |                                                              |  |  |
|                       |                                                          |                      |                                                               |                                                              |  |  |

| March 19                      | Philadelphia Warriors                                                    | 90–120               | Boston Celtics                                           |                                                |  |  |
|                               | Parciales: 23–22, 16–28, 25–37, 26–33                                    |                      |                                                          |                                                |  |  |
|                               | Estadísticas Woody Sauldsberry 22 Wilt Chamberlain 15 Wilt Chamberlain 6 | Reporte Pts Reb Asts | Estadísticas Bill Russell 26 Bill Russell 39 Bob Cousy 8 | Pabellón: Boston Garden, Boston, Massachusetts |  |  |
| Boston lidera las series, 2–1 |                                                                          |                      |                                                          |                                                |  |  |
|                               |                                                                          |                      |                                                          |                                                |  |  |

| 20 de marzo                  | Boston Celtics                                           | 112–104              | Philadelphia Warriors                                         |                                                              |  |  |
|                              | Parciales: 38–22, 20–29, 22–25, 32–28                    |                      |                                                               |                                                              |  |  |
|                              | Estadísticas Tom Heinsohn 28 Bill Russell 21 Bob Cousy 8 | Reporte Pts Reb Asts | Estadísticas Paul Arizin 35 Wilt Chamberlain 34 Guy Rodgers 5 | Pabellón: Philadelphia Civic Center, Filadelfia, Pensilvania |  |  |
| Boston lider las series, 3–1 |                                                          |                      |                                                               |                                                              |  |  |
|                              |                                                          |                      |                                                               |                                                              |  |  |

| 22 de marzo                  | Philadelphia Warriors                                            | 128–107              | Boston Celtics                                           |                                                |  |  |
|                              | Parciales: 33–18, 32–27, 32–30, 31–32                            |                      |                                                          |                                                |  |  |
|                              | Estadísticas Wilt Chamberlain 50 Wilt Chamberlain 35 Tom Gola 10 | Reporte Pts Reb Asts | Estadísticas Bill Russell 22 Bill Russell 27 Bob Cousy 7 | Pabellón: Boston Garden, Boston, Massachusetts |  |  |
| Boston lider las series, 3–2 |                                                                  |                      |                                                          |                                                |  |  |
|                              |                                                                  |                      |                                                          |                                                |  |  |

| 24 de marzo                 | Boston Celtics                                           | 119–117              | Philadelphia Warriors                                         |                                                              |  |  |
|                             | Parciales: 24–33, 27–17, 33–34, 35–33                    |                      |                                                               |                                                              |  |  |
|                             | Estadísticas Bill Russell 25 Bill Russell 25 Bob Cousy 4 | Reporte Pts Reb Asts | Estadísticas Guy Rodgers 31 Wilt Chamberlain 24 Guy Rodgers 9 | Pabellón: Philadelphia Civic Center, Filadelfia, Pensilvania |  |  |
| Boston gana las series, 4–2 |                                                          |                      |                                                               |                                                              |  |  |
|                             |                                                          |                      |                                                               |                                                              |  |  |

Éste fue el segundo enfrentamiento en playoffs entre ambos equipos, con los Celtics ganando el primero.
| \| 1958 \| Boston Celtics \| 4–1 \| Philadelphia Warriors \| \| \| \| \| \| \| \| \| \| \| \| \| Pabellón: 1958 Eastern Division Finals \| |                |     |                       |                                        |
| 1958 | Boston Celtics | 4–1 | Philadelphia Warriors |                                        |
| |                |     |                       |                                        |
| |                |     |                       | Pabellón: 1958 Eastern Division Finals |

### Finales División Oeste

#### (1) St. Louis Hawks vs. (3) Minneapolis Lakers
| 16 de marzo                      | Minneapolis Lakers                                      | 99–112          | St. Louis Hawks                           | |  |  |
|                                  | Parciales: 19–27, 23–28, 28–31, 29–26                   |                 |                                           | |  |  |
|                                  | Estadísticas Elgin Baylor 19 Baylor, Hundley 9 cada uno | Reporte Pts Reb | Estadísticas Cliff Hagan 29 Bob Pettit 19 | Pabellón: Kiel Auditorium, San Louis, Misuri Asistencia: 8377 espectadores Árbitros: Arnie Heft, Richie Powers |  |  |
| St. Louis lidera las series, 1–0 |                                                         |                 |                                           | |  |  |
|                                  |                                                         |                 |                                           | |  |  |

| 17 de marzo           | Minneapolis Lakers                           | 120–113         | St. Louis Hawks                                | |  |  |
|                       | Parciales: 24–31, 29–29, 33–30, 34–23        |                 |                                                | |  |  |
|                       | Estadísticas Elgin Baylor 40 Elgin Baylor 14 | Reporte Pts Reb | Estadísticas Clyde Lovellette 30 Bob Pettit 15 | Pabellón: Kiel Auditorium, San Luis, Misuri Asistencia: 8614 espectadores Árbitros: Arnie Heft, Richie Powers |  |  |
| Series empatadas, 1–1 |                                              |                 |                                                | |  |  |
|                       |                                              |                 |                                                | |  |  |

| 19 de marzo                      | St. Louis Hawks                       | 93–89       | Minneapolis Lakers           |                                                      |  |  |
|                                  | Parciales: 26–15, 22–31, 24–24, 21–19 |             |                              |                                                      |  |  |
|                                  | Estadísticas Bob Pettit 35            | Reporte Pts | Estadísticas Elgin Baylor 27 | Pabellón: Minneapolis Armory, Minneapolis, Minnesota |  |  |
| St. Louis lidera las series, 2–1 |                                       |             |                              |                                                      |  |  |
|                                  |                                       |             |                              |                                                      |  |  |

| 20 de marzo           | St. Louis Hawks                                 | 101–103         | Minneapolis Lakers                           | |  |  |
|                       | Parciales: 32–22, 27–25, 20–25, 22–31           |                 |                                              | |  |  |
|                       | Estadísticas Cliff Hagan 28 Clyde Lovellette 15 | Reporte Pts Reb | Estadísticas Elgin Baylor 39 Elgin Baylor 16 | Pabellón: Minneapolis Armory, Mineápolis, Minnesota Asistencia: 6852 espectadores Árbitros: Sid Borgia, Richie Powers |  |  |
| Series empatadas, 2–2 |                                                 |                 |                                              | |  |  |
|                       |                                                 |                 |                                              | |  |  |

| 22 de marzo                        | Minneapolis Lakers                                 | 117–110         | St. Louis Hawks                          | |  |  |
|                                    | Parciales: 14–26, 33–21, 28–26, 28–30 (T.E.: 14–7) |                 |                                          | |  |  |
|                                    | Estadísticas Elgin Baylor 40 Elgin Baylor 18       | Reporte Pts Reb | Estadísticas Bob Pettit 25 Bob Pettit 19 | Pabellón: Kiel Auditorium, San Louis, Misuri Asistencia: 10 043 espectadores Árbitros: Arnie Heft, Richie Powers |  |  |
| Minneapolis lidera las series, 3–2 |                                                    |                 |                                          | |  |  |
|                                    |                                                    |                 |                                          | |  |  |

- Último partido en la NBA de Slater Martin.

| 24 de marzo           | St. Louis Hawks                          | 117–96          | Minneapolis Lakers                          |                                                     |  |  |
|                       | Parciales: 30–19, 26–32, 26–17, 35–28    |                 |                                             |                                                     |  |  |
|                       | Estadísticas Bob Pettit 30 Bob Pettit 18 | Reporte Pts Reb | Estadísticas Elgin Baylor 38 Frank Selvy 12 | Pabellón: Minneapolis Armory, Mineápolis, Minnesota |  |  |
| Series empatadas, 3–3 |                                          |                 |                                             |                                                     |  |  |
|                       |                                          |                 |                                             |                                                     |  |  |

| 26 de marzo                    | Minneapolis Lakers                           | 86–97           | St. Louis Hawks                          | |  |  |
|                                | Parciales: 19–26, 19–25, 26–24, 22–22        |                 |                                          | |  |  |
|                                | Estadísticas Elgin Baylor 33 Elgin Baylor 13 | Reporte Pts Reb | Estadísticas Bob Pettit 28 Bob Pettit 20 | Pabellón: Kiel Auditorium, San Louis, Misuri Asistencia: 6195 espectadores Árbitros: Arnie Heft, Mendy Rudolph |  |  |
| St. Louis gana las series, 4–3 |                                              |                 |                                          | |  |  |
|                                |                                              |                 |                                          | |  |  |

Éste fue el segundo enfrentamiento en playoffs entre ambos equipos, con los Hawks ganando dos de los tres primeros.
| 1956 | St. Louis Hawks | 2–1 | Minneapolis Lakers |                                            |
|      |                 |     |                    |                                            |
|      |                 |     |                    | Pabellón: 1956 Western Division Semifinals |

| 1957 | St. Louis Hawks | 3–0 | Minneapolis Lakers |                                        |
|      |                 |     |                    |                                        |
|      |                 |     |                    | Pabellón: 1957 Western Division Finals |

| 1959 | St. Louis Hawks | 2–4 | Minneapolis Lakers |                                        |
|      |                 |     |                    |                                        |
|      |                 |     |                    | Pabellón: 1959 Western Division Finals |

## Finales de la NBA: (E1) Boston Celtics vs. (W1) St. Louis Hawks
| 27 de marzo                   | St. Louis Hawks                                             | 122–140              | Boston Celtics                                            |                                                                                |  |  |
|                               | Parciales: 25–30, 26–46, 34–38, 37–26                       |                      |                                                           |                                                                                |  |  |
|                               | Estadísticas Cliff Hagan 25 Bob Pettit 17 Johnny McCarthy 6 | Reporte Pts Reb Asts | Estadísticas Tom Heinsohn 24 Bill Russell 19 Bob Cousy 12 | Pabellón: Boston Garden, Boston, Massachusetts Asistencia: 10 002 espectadores |  |  |
| Boston lidera las series, 1–0 |                                                             |                      |                                                           |                                                                                |  |  |
|                               |                                                             |                      |                                                           |                                                                                |  |  |

| 29 de marzo           | St. Louis Hawks                                       | 113–103              | Boston Celtics                                           |                                                                                |  |  |
|                       | Parciales: 25–21, 24–35, 34–23, 30–24                 |                      |                                                          |                                                                                |  |  |
|                       | Estadísticas Bob Pettit 35 Bob Pettit 22 Bob Pettit 7 | Reporte Pts Reb Asts | Estadísticas Bill Sharman 30 Bill Russell 40 Bob Cousy 8 | Pabellón: Boston Garden, Boston, Massachusetts Asistencia: 13 909 espectadores |  |  |
| Series empatadas, 1–1 |                                                       |                      |                                                          |                                                                                |  |  |
|                       |                                                       |                      |                                                          |                                                                                |  |  |

- Los 40 rebotes de Bill Russell supusieron un récord en finales.

| 2 de abril                    | Boston Celtics                                            | 102–86               | St. Louis Hawks                                                       | |  |  |
|                               | Parciales: 31–32, 23–23, 23–17, 25–14                     |                      |                                                                       | |  |  |
|                               | Estadísticas Tom Heinsohn 30 Bill Russell 19 Bob Cousy 13 | Reporte Pts Reb Asts | Estadísticas Bob Pettit 23 Bob Pettit 18 Green, Lovellette 6 cada uno | Pabellón: Kiel Auditorium, San Louis, Misuri Asistencia: 10 612 espectadores Árbitros: Sid Borgia, Arnie Heft |  |  |
| Boston lidera las series, 2–1 |                                                           |                      |                                                                       | |  |  |
|                               |                                                           |                      |                                                                       | |  |  |

| 3 de abril            | Boston Celtics                                                       | 96–106       | St. Louis Hawks                                            | |  |  |
|                       | Parciales: 18–28, 21–22, 24–31, 33–25                                |              |                                                            | |  |  |
|                       | Estadísticas Ramsey, Sharman 20 cada uno Bill Russell 19 Bob Cousy 4 | Pts Reb Asts | Estadísticas Bob Pettit 32 Bob Pettit 11 Johnny McCarthy 8 | Pabellón: Kiel Auditorium, San Louis, Misuri Asistencia: 10 612 espectadores Árbitros: Jim Duffy, Mendy Rudolph |  |  |
| Series empatadas, 2–2 |                                                                      |              |                                                            | |  |  |
|                       |                                                                      |              |                                                            | |  |  |

| 5 de abril                    | St. Louis Hawks                                       | 102–127              | Boston Celtics                                            |                                                                                |  |  |
|                               | Parciales: 26–34, 27–31, 25–30, 24–32                 |                      |                                                           |                                                                                |  |  |
|                               | Estadísticas Cliff Hagan 28 Cliff Hagan 12 Si Green 8 | Reporte Pts Reb Asts | Estadísticas Tom Heinsohn 34 Bill Russell 26 Bob Cousy 10 | Pabellón: Boston Garden, Boston, Massachusetts Asistencia: 13 909 espectadores |  |  |
| Boston lidera las series, 3–2 |                                                       |                      |                                                           |                                                                                |  |  |
|                               |                                                       |                      |                                                           |                                                                                |  |  |

| 7 de abril            | Boston Celtics                                           | 102–105              | St. Louis Hawks                                                   | |  |  |
|                       | Parciales: 16–24, 36–30, 12–36, 38–15                    |                      |                                                                   | |  |  |
|                       | Estadísticas Bill Russell 17 Bill Russell 16 Bob Cousy 9 | Reporte Pts Reb Asts | Estadísticas Cliff Hagan 36 Clyde Lovellette 15 Johnny McCarthy 9 | Pabellón: Kiel Auditorium, San Luis, Misuri Asistencia: 10 612 espectadores Árbitros: Jim Duffy, Mendy Rudolph |  |  |
| Series empatadas, 3–3 |                                                          |                      |                                                                   | |  |  |
|                       |                                                          |                      |                                                                   | |  |  |

| 9 de abril                  | St. Louis Hawks                                     | 103–122              | Boston Celtics                                            |                                                                                |  |  |
|                             | Parciales: 30–29, 23–41, 25–26, 25–26               |                      |                                                           |                                                                                |  |  |
|                             | Estadísticas Bob Pettit 22 Bob Pettit 14 Si Green 5 | Reporte Pts Reb Asts | Estadísticas Frank Ramsey 24 Bill Russell 35 Bob Cousy 14 | Pabellón: Boston Garden, Boston, Massachusetts Asistencia: 13 909 espectadores |  |  |
| Boston gana las series, 4–3 |                                                     |                      |                                                           |                                                                                |  |  |
|                             |                                                     |                      |                                                           |                                                                                |  |  |

Éste fue el tercer enfrentamiento en playoffs entre ambos equipos, con una victoria para cada equipo en los dos primeros.
| 1957 | Boston Celtics | 4–3 | St. Louis Hawks |                           |
|      |                |     |                 |                           |
|      |                |     |                 | Pabellón: 1957 NBA Finals |

| 1958 | Boston Celtics | 2–4 | St. Louis Hawks |                           |
|      |                |     |                 |                           |
|      |                |     |                 | Pabellón: 1958 NBA Finals |